# Nicolás Avellaneda
Nicolás Remigio Aurelio Avellaneda (né à San Miguel de Tucumán, le 1er octobre 1837 - mort en haute mer le 25 novembre 1885) est un avocat, journaliste et homme politique argentin qui est Président de l'Argentine du 12 octobre 1874 au 12 octobre 1880.

## Biographie
Fils d'un certain Marco Avellaneda (prisonnier politique à la suite de son opposition à Juan Manuel de Rosas) et de Dolores Silva y Zavaleta.
Opposé politiquement aux aspirations autonomistes de la province de Buenos Aires, il assume la présidence en 1874 au milieu d'accusations de fraude électorale et doit alors affronter un soulèvement de Bartolomé Mitre qui est jugulé en quelques mois. Mitre déploie l'armée contre Avellaneda mais est défait par Julio Argentino Roca. Mitre est fait prisonnier et jugé par la justice militaire, mais Avellaneda lui pardonne pour permettre une pacification. Il intègre également Rufino de Elizalde et José María Gutiérrez, soutiens de Mitre, comme membres de son cabinet.
Il résout la crise économique de 1874-1875 en ajustant le budget public, incluant le licenciement de fonctionnaires et la réduction des salaires. Plus tard débutent les exportations de viande argentine avec les premiers bateaux réfrigérés.
Au début, il appuie les plans d'Adolfo Alsina pour contenir les attaques des Indiens, mais plus tard, à partir de 1876, il impulse la dite Conquête du Désert de son ministre de la guerre, le général Julio Argentino Roca, qui résout finalement le problème de manière sanglante et bénéficie grandement à quelques centaines de riches argentins qui font main basse sur des millions d'hectares libérés pour leurs nouvelles estancias.
En 1880, après avoir résolu un soulèvement dirigé par Carlos Tejedor, le Congrès approuve sur sa demande la fédéralisation de la ville autonome de Buenos Aires.
Deux lois importantes portent son nom. Ce sont celles de l'Immigration, approuvée sous son mandat et qui facilita l'enracinement au pays de centaines de milliers d'Européens, et celle des Universités qui règla l'autonomie de celles-ci.

## Autres charges
- Ministre de la Justice et de l'Instruction Publique (1868-1873)
- Recteur de l'Université de Buenos Aires (1881)
- Sénateur de Tucumán (de 1882 jusqu'à sa mort)